# 阿斯顿·马丁V12 Vanquish
阿斯顿·马丁V12 Vanquish（Aston Martin V12 Vanquish）是伊恩・卡勒姆所設計的當家豪華旗艦GT高性能跑車，2001年發售，2007年停產。停產後由阿斯顿·马丁DBS V12暫時取代它的地位，正式的版本將在2010年登場。
2012年再度登場，取代Aston Martin DBS旗艦車，並且用上新一代V12引擎，代號AM11，馬力有565匹。

## 歷史
1998年一月，搭載V12引擎的概念車在北美洲國際車展發表。2000年正式的量產車亮相。2001年投入量產。

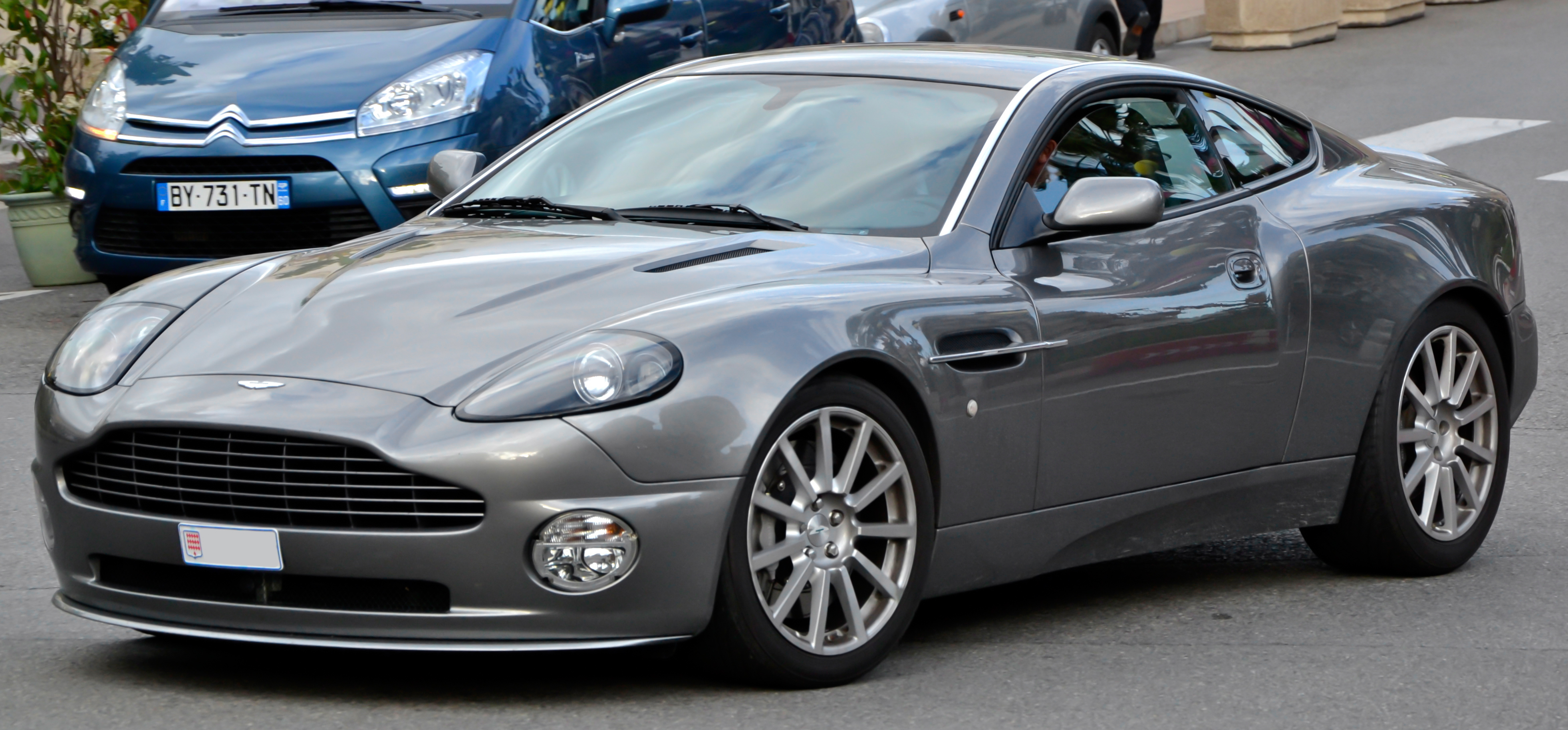
Aston Martin Vanquish S
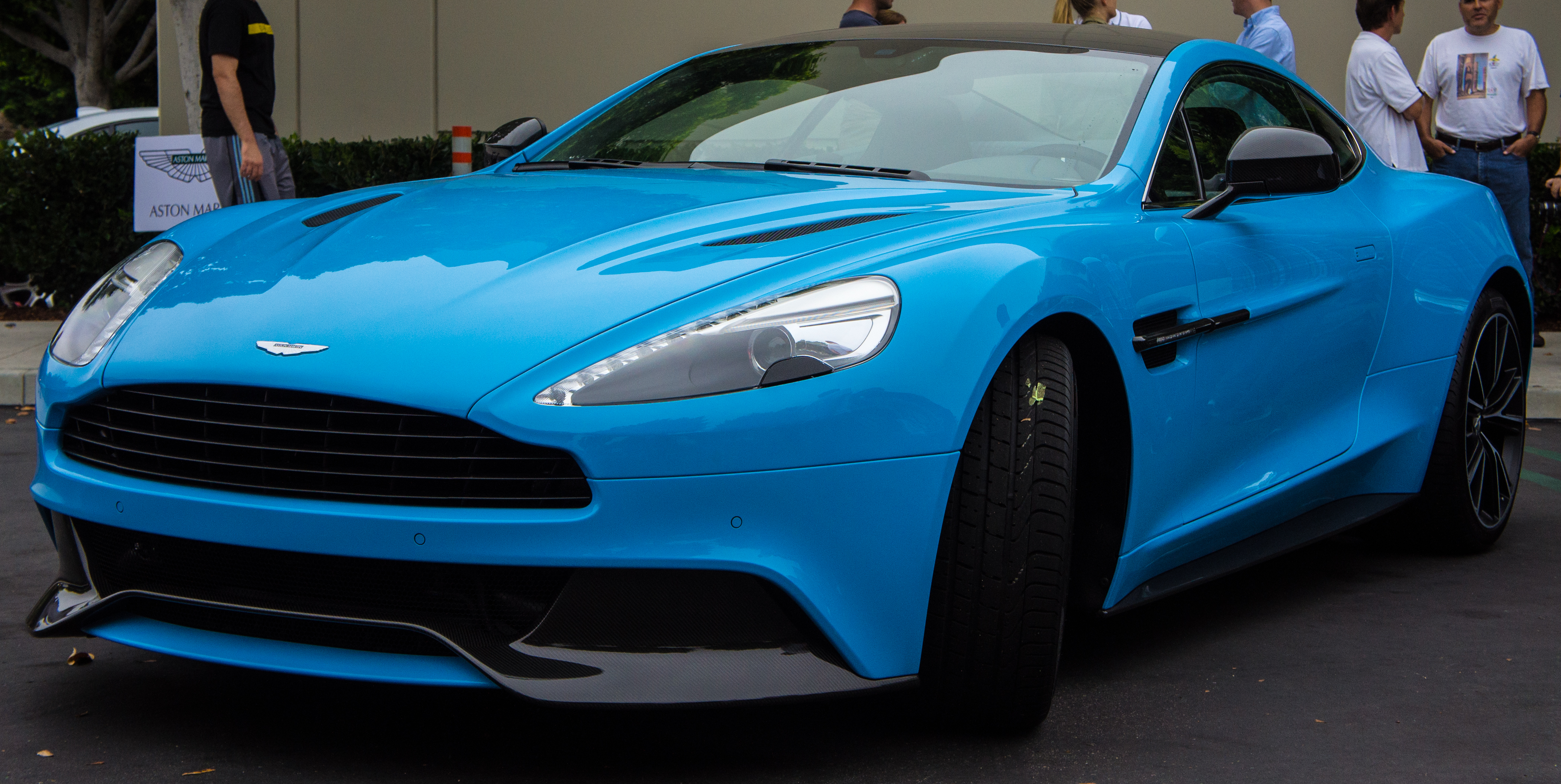
2012年Aston Martin Vanquish

新一代Vanquish配置6公升V12引擎，馬力有565匹，0-100公里加速只需4.1秒，極速330公里。新Vanquish係繼ONE-77之後，第二款用碳纖維車架的Aston Martin